# Cerro de la Virgen (complejo arqueológico)
Para el yacimiento arqueológico de Andalucía, véase Yacimiento arqueológico de Cerro de la Virgen
El complejo arqueológico "Cerro de la Virgen" es un sitio monumental precolombino, calificado de comunidad rural, edificado por los chimús. Está ubicado a 18 km de Trujillo, en la jurisdicción de Huanchaco, Provincia de Trujillo, Región de La Libertad. Ha sido objeto de múltiples atentados a lo largo de su historia.

## Historia
Según Víctor Corcuera, debido a que la ciudad de Chan Chan necesitaba de un sistema de intercambio de bienes y servicios, nuevos centros administrativos fueron consolidándose bajo órdenes de las autoridades del Imperio. Así, nuevos centros administrativos fueron consolidándose a lo largo del Valle de Moche, como "El Milagro de San José", "Quebrada de Oso", "Quebrada Katuay" y "Cerro la Virgen". La población del complejo arqueológico, habría bordeado en su mejor momento las 1000 personas. El arqueólogo Gabriel Prieto afirmó que el lugar siguió ocupado hasta los primeros años de la Colonia, siendo según él, muy probable que sus pobladores hayan sido reubicados en el actual pueblo de Huanchaco.

## Descripción
Considerado como un centro administrativo rural, consiste en más de 400 habitaciones y campos para la agricultura, además de un cementerio, canales y caminos, ocupando solo las estructuras residenciales, un área de 14 ha.  Artefactos hallados en el complejo arqueológico incluyen evidencias para actividades como la pesca, ganadería, costura e hilado. Al norte del complejo, se ubica un tramo del Qhapaq Ñam, la red vial Inca. 